# Badardinni, Bilgi
Badardinni là một làng thuộc tehsil Bilgi, huyện Bagalkot, bang Karnataka, Ấn Độ.